# Ivan De Witte (voetbalbestuurder)
Ivan De Witte (Moortsele, 9 juni 1947) is een Belgisch ondernemer en voetbalbestuurder.  
Hij is de oprichter en voorzitter van Hudson, marktleider in Human Resouces Management, dat hij in 1982 oprichtte onder de naam 'De Witte & Morel'. Ivan De Witte werkte 40 jaar als CEO van Hudson. Sinds 2023 is hij er Voorzitter van de Raad van Bestuur.  
Daarnaast was hij tussen 1999 en 2023 ook voorzitter van voetbalclub KAA Gent. 

## Biografie
Ivan De Witte werd in 1947 geboren in het Oost-Vlaamse Moortsele. Zijn ouders hadden een vleeshandel. Later verhuisde het gezin naar Merelbeke. De Witte studeerde Latijn-Grieks aan het Sint-Lievenscollege in Gent en behaalde vervolgens een diploma bedrijfspsychologie aan de Universiteit Gent. Na zijn studies werkte hij een jaar lang als assistent in dienst van de universiteit. Vanaf zijn zestiende voetbalde hij ook een tijdje voor het bescheiden Eendracht Moortsele.

### Loopbaan als ondernemer
De Witte maakte tien jaar deel uit van het kaderbeleid van het Gentse staalbedrijf Sidmar, het huidige Arcelor Mital, waar hij medewerker Maarten Morel leerde kennen. In 1982 dienden de twee hun ontslag in, waarna ze De Witte & Morel oprichtten, een bedrijf dat zich specialiseerde in humanresourcesmanagement. In 1995 kwam het consultancybedrijf grotendeels in handen van Ernst & Young, heden EY. De Witte bleef ook in de nieuwe organisatiestructuur gedelegeerd bestuurder van het  bedrijf. Zes jaar later werd De Witte & Morel verkocht aan TMP Worldwide, dat op haar beurt in 2003 onderdeel werd van de Amerikaanse beursgenoteerde groep Hudson en in 2008 de naam Hudson aannam. Ivan De Witte werd, naast zijn rol als CEO van Hudson Benelux, ook lid van de Board of Directors van Hudson Worldwide, met hoofdkwartier in New York. In 2017 realiseerde Ivan De Witte een management buyout, met private equity partner Vectis als minderheidsaandeelhouder. Vier jaar later, in december 2021 droeg Ivan De Witte, Hudson over aan de Randstad group.  
Ivan De Witte stond ook aan de wieg van FWS, het huidige Federgon,  de federatie van de HR-dienstverleners die bedrijven vertegenwoordigt die actief zijn op het vlak van HR-dienstverlening en arbeidsbemiddeling. Hij was er voorzitter in de jaren 90.  

### Loopbaan als voetbalbestuurder
De Witte was vanaf eind jaren tachtig bestuurslid van voetbalclub KAA Gent. Voor aanvang van het seizoen 1999/2000 volgde hij Jean Van Milders op als voorzitter van de club. Samen met manager Michel Louwagie probeerde hij de schuldenberg van 23 miljoen euro weg te werken. In januari 2013 raakte bekend dat het duo in zijn opzet geslaagd was. Twee jaar eerder was de club begonnen aan de bouw van een nieuw stadion. Sinds het seizoen 2013/14 speelt KAA Gent in de moderne Ghelamco Arena, de huidige Planet Group Arena.
In 2007 werd De Witte ook voorzitter van de Pro League. Hij was de opvolger van Jean-Marie Philips, die CEO werd van de Koninklijke Belgische Voetbalbond (KBVB). Onder De Wittes voorzitterschap werd de Belgische competitie omgedoopt tot de Jupiler Pro League en werden play-offs ingevoerd. In 2011 gaf De Witte binnen de Pro League de fakkel door aan Ronny Verhelst. In zijn functie van voorzitter van KAA Gent werd hij in 2023 opgevolgd door Sam Baro, de nieuwe eigenaar van de club.